# Michael Vilain
Michael Vilain (* 1969 in Johannesburg) ist ein Betriebswirt und Vizepräsident für Forschung, Transfer und Internationales der Evangelischen Hochschule Darmstadt sowie Geschäftsführender Direktor des Institut für Zukunftsfragen der Gesundheits- und Sozialwirtschaft der EHD (IZGS). Er lehrt und forscht zu den Themen Nonprofit-Management, Finanzierung und Fundraising, Zivilgesellschaft im Wandel, Netzwerke und Geschäftsmodelle der Zukunft.

## Leben
Michael Vilain studierte Betriebswirtschaftslehre an der Universität Münster. Während seiner Tätigkeit als geschäftsführender Gesellschafter eines mittelständischen Betriebes nahm er parallel ein Studium der Politikwissenschaft und Wirtschaftspolitik auf. Nach dem Wechsel in die Hochschule arbeitete er als wissenschaftlicher Mitarbeiter an der Hochschule Düsseldorf und Institut für Politikwissenschaft (IfPol) der Universität Münster.
Er war Mitbegründer und Geschäftsführer der gemeinnützigen Zentrum für Nonprofit-Management GmbH (Münster). Es folgten Vertretungsprofessuren an der FH im DRK Göttingen und der Hochschule Nordhausen. Seit 2008 ist Michael Vilain Professor für Allgemeine Betriebswirtschaftslehre und seit Oktober 2019 Vizepräsident für Forschung, Transfer und Internationales der Evangelischen Hochschule Darmstadt. Er ist Mitbegründer der Campus 3 L gGmbH und leite diese neue Weiterbildungseinrichtung der EHD als Geschäftsführer vom September bis Oktober 2023. Er ist geschäftsführender Direktor des Instituts für Zukunftsfragen der Gesundheits- und Sozialwirtschaft (IZGS) der EHD und lehrt außerdem an der Ruprecht-Karls-Universität Heidelberg und Universität Münster.
Michael Vilain ist u. a. im Vorstand European Division der International Society for Third-Sector Research – (ISTR), Mitglied des Beirats der Blätter der Freien Wohlfahrtspflege (Nomos-Verlag) und Mitglied des Stiftungsrats und der Jury der Stiftung Aktive Bürgerschaft (Berlin). Er ist Herausgeber der Buchreihe „Zukunft der Gesundheits- und Sozialwirtschaft“ (Nomos-Verlag.)

## Publikationen (Auswahl)
- Timm, Gerhard; Vilain, Michael (2023): Freie Wohlfahrtspflege und Klimawandel. Ein Beitrag zur sozial-ökologischen Transformation. Sonderband 2022 der Zeitschriften Blätter der Wohlfahrtspflege und Sozialwirtschaft. Baden-Baden (i.B.): Nomos Verlag
- Vilain, Michael (2020): Wege in die digitale Zukunft. Was bedeuten Smart Living, Big Data, Robotik & Co für die Sozialwirtschaft? Tagungsband zum Social Talk 2017. Herausgegeben von Prof. Dr. Michael Vilain, 2020. (Zukunftsfragen der Gesundheits- und Sozialwirtschaft, Bd. 2.)
- Vilain, Michael; Wegner, Sebastian (2015): Social Talk 2014. Was kann Fundraising noch in einem modernen Finanzmanagement leisten? Tagungsband des Instituts für Zukunftsfragen der Gesundheits- und Sozialwirtschaft (IZGS) der Evangelischen Hochschule Darmstadt. Epd-Dokumentation Nr. 24/2015. Gemeinschaftswerk der Evangelischen Publizistik (GEP), Frankfurt am Main, 2015.
- Vilain, Michael; Meyer, Tobias (2014): Ausgezeichnet! Freiwilligenmanagement in Jugendorganisationen. Erschienen in der Reihe Ausgezeichnet! Band 3 der Bertelsmann Stiftung (Hrsg.), Gütersloh.
- Boeßenecker, Karl-Heinz; Vilain, Michael (2013): Spitzenverbände der Freien Wohlfahrtspflege. Eine Einführung in Organisationsstrukturen und Handlungsfelder sozial-wirtschaftlicher Akteure in Deutschland, 2., vollständig überarbeitete Aufl., Beltz/Juventa.
- Markert, Andreas; Buckley, Andrea; Vilain, Michael; Biebricher, Martin (Hrsg.) (2008): Soziale Arbeit und Sozialwirtschaft. Beiträge zu einem Feld im Umbruch. Lit-Verlag, Münster.
- Lange, Niels; Vilain, Michael; Ueschner, Janina (Hrsg.) (2008): Regionale Stiftungskooperation. Netzwerke und Stiftungsverbünde in Theorie und Praxis. ivd-Verlag, Ibbenbüren.
- Vilain, Michael (2006): Zwischen Auftrag und ökonomischer Notwendigkeit. Eine Finanzierungslehre für Nonprofit-Organisationen. Zugleich Dissertation zur Erlangung des Doktorgrades der Philosophischen Fakultät der Westfälischen Wilhelms-Universität zu Münster, VS-Verlag, Wiesbaden.